# Orthostichella auricularis
Orthostichella auricularis är en bladmossart som beskrevs av C. Müller 1901. Orthostichella auricularis ingår i släktet Orthostichella och familjen Meteoriaceae. Inga underarter finns listade i Catalogue of Life.